# Vencillón
Vencillón (cũng còn gọi là Vensilló) là một đô thị trong tỉnh Huesca, Aragon, Tây Ban Nha. Theo điều tra dân số 2004 (INE), đô thị này có dân số là 446 người.
Đô thị này có hai tên chính thức là: Vencillón và Vensilló.